# Christian Martínez Mena
Christian Alonso Martínez Mena (Liberia, Guanacaste, Costa Rica, 19 de abril de 1994) es un futbolista costarricense-salvadoreño que juega como mediocentro defensivo en el C. S. Cartaginés de la Primera División de Costa Rica.
Debutó profesionalmente en la Segunda División de Costa Rica con el Municipal Liberia, y logró el ascenso a la máxima categoría tras coronarse campeón del Torneo de Clausura 2015, y posteriormente vencer en la final nacional a Puntarenas. En enero de 2016 firmó con el Deportivo Saprissa y en diciembre de ese año se hizo con el título de Invierno.
Ha sido convocado en divisiones inferiores de la selección costarricense, participó en el Torneo Esperanzas de Toulon de 2015 y en el Preolímpico de Concacaf con miras hacia Río 2016. Además, apareció en la nómina del partido amistoso del 15 de diciembre ante Nicaragua, sin embargo, no tuvo acción. Martínez representó a la selección de Costa Rica en 2 amistosos, antes de cambiar para representar a la selección de El Salvador.

## Trayectoria

### Municipal Liberia

#### Temporada 2012-2013
Nació el 19 de abril de 1994 en Liberia, Guanacaste. Inició en las categorías inferiores del conjunto de la ciudad blanca hasta llegar al primer equipo. Debutó el 12 de agosto de 2012 en la primera fecha del Torneo de Apertura, donde su club tuvo como rival a Cartagena en el Estadio Edgardo Baltodano. Las cifras de 5-1 favorecieron a los liberianos. Martínez con tan solo 18 años, fue consolidándose en su rol en la contención, y apareció en las alineaciones del director técnico Érick Rodríguez. Al finalizar la fase de clasificación, su equipo aseguró el octavo lugar de la tabla general, por lo que avanzó a la siguiente fase. Los cuartos de final se desarrollaron frente a la Universidad de Costa Rica; la ida culminó en derrota de 0-3 y la vuelta en empate a una anotación, quedando eliminados.
El 12 de enero se llevó a cabo la jornada 1 del Torneo de Clausura 2013, en la que su club enfrentó a Cartagena en el Estadio Municipal de Cañas. El marcador acabó con victoria de 3-4. Al término de la primera fase, los liberianos alcanzaron un cupo para disputar la ronda eliminatoria. A finales de abril y principios de mayo se dieron los cuartos de final, serie en la que su escuadra tuvo como adversario a la Universidad de Costa Rica. Las pérdidas de 0-5 y 3-0 en la ida y vuelta definieron la eliminación de su equipo.

#### Temporada 2013-2014
El Torneo de Apertura 2013 dio comienzo el 10 de agosto, en la visita al Estadio Ebal Rodríguez contra Siquirreña. El marcador quedó igualado a dos tantos. Esta competencia no fue positiva para su equipo, ya que se ubicó muy lejos de la zona de clasificación.
Prácticamente la misma situación se repetiría en el Torneo de Clausura 2014, tras colocarse en el quinto lugar del grupo A y de décimo cuarto en la general.

#### Temporada 2014-2015
La nueva temporada dio inicio en el Torneo de Apertura 2014 de la Segunda División de Costa Rica. Su club no logró avanzar a los cuartos de final de la competición tras acabar en el quinto puesto del grupo A.
El siguiente campeonato, el Torneo de Clausura 2015, fue de mayor éxito para los liberianos al clasificar a la siguiente etapa y vencer de forma exitosa a Pococí en cuartos de final, luego a Generación Saprissa en semifinales, y por último a Escazuceña en la final. Con estos resultados, se dio la final nacional ante Puntarenas; el encuentro de ida terminó 1-0 a favor de su equipo y la vuelta finalizó en empate a un tanto, ganando el ascenso a Primera División.

#### Temporada 2015-2016
El Campeonato de Invierno 2015 inició el 2 de agosto. El jugador se ganó la confianza del entrenador Orlando de León en la posición de mediocentro defensivo, su primer partido fue contra la Universidad de Costa Rica en el Estadio Edgardo Baltodano; el resultado fue de victoria 2-0. En los juegos ante Alajuelense y Uruguay de Coronado no fue convocado. El 16 de agosto, apareció pero quedó en la suplencia frente a Limón; este fue además el último cotejo para De León, quien posteriormente sería hospitalizado y días después fallecería. Con esto, su equipo cambió de director técnico y nombró al argentino Gustavo Martínez. Sin embargo, el marcador de 6-0 contra los universitarios, perjudicó a la escuadra liberiana y como consecuencia, destituyó a Martínez de la posición de estratega. El costarricense Érick Rodríguez se hizo cargo del club. Christian recibió la capitanía por dos juegos, ante Uruguay y Limón. Al finalizar la etapa regular, el conjunto pampero alcanzó el décimo lugar de la tabla de posiciones con 21 puntos. El futbolista participó por 18 partidos y siendo uno de los más constantes por permanecer más tiempo dentro del terreno de juego.

### Deportivo Saprissa
El 14 de enero de 2016, el Deportivo Saprissa fichó a Martínez por tres años. Fue presentado oficialmente en conferencia de prensa, junto con Diego Calvo. Su primer partido se llevó a cabo en la jornada 3 frente a Carmelita, en el Estadio Ricardo Saprissa; Martínez utilizó la dorsal «25», participó 78 minutos y fue sustituido por Diego. El marcador final terminó 4-0 a favor de su club.

"Desde pequeño fue un sueño estar en este club, siempre lo quise, eso fue lo que más me inclinó para estar aquí. Los jugadores de experiencia me han recibido bien. Cada día lucharé por ser mejor y cumplir los objetivos que me he trazado."
—Christian Martínez. 27 de enero de 2016. San José.

Al término de la etapa regular de la competencia, su club alcanzó la segunda posición de la tabla, por lo que clasificó a la ronda eliminatoria. El 30 de abril se efectuó la semifinal de ida en el Estadio Morera Soto ante Alajuelense; el mediocampista quedó en la suplencia y el marcador terminó en pérdida de 2-0. El 4 de mayo, llegó a la vuelta con la responsabilidad de revertir lo ocurrido y Martínez se mostró como titular. No obstante, el resultado finalizó de nuevo en derrota, siendo esta vez con cifras de 1-3, sumado a esto que el global fue de 1-5. Con lo obtenido en la serie, su club perdió la posibilidad de revalidar el título tras quedar eliminados.

#### Temporada 2016-2017
En la primera fecha del Campeonato de Invierno 2016, su equipo hizo frente al recién ascendido San Carlos, el 16 de julio en el Estadio Nacional. Sus compañeros Ulises Segura, David Guzmán y Rolando Blackburn anotaron, pero el empate de 3-3 prevaleció hasta el final del juego. Por otra parte, el mediocentro defensivo quedó en el banquillo. El 21 de julio debutó de manera oficial en el torneo, después de haber ingresado como variante por David Guzmán al minuto 79', en el encuentro contra la Universidad de Costa Rica en el Estadio "Coyella" Fonseca. El marcador terminó con victoria de 0-3. El 18 de agosto se inauguró la Concacaf Liga de Campeones donde su equipo, en condición de local, tuvo como adversario al Dragón de El Salvador. El futbolista no participó en este partido y el resultado culminó en triunfo con marcador abultado de 6-0. El 25 de agosto se desarrolló la segunda fecha de la competencia continental, de nuevo contra los salvadoreños, pero de visitante en el Estadio Cuscatlán. Tras los desaciertos de sus compañeros en acciones claras de gol, el resultado de 0-0 se vio reflejado al término de los 90 minutos. La tercera jornada del torneo del área se llevó a cabo el 14 de septiembre, en el Estadio Ricardo Saprissa contra el Portland Timbers de Estados Unidos. A pesar de que su club inició perdiendo desde el minuto 4', logró sobreponerse a la situación tras desplegar un sistema ofensivo. Los goles de sus compañeros Fabrizio Ronchetti y el doblete de Marvin Angulo, sumado a la anotación en propia del futbolista rival Jermaine Taylor, fueron suficientes para el triunfo de 4-2. El 19 de octubre se tramitó el último encuentro de la fase de grupos, por segunda vez ante los estadounidenses, en el Providence Park de Portland, Oregon. El jugador entró de cambio por Marvin Angulo al minuto 63', y el desenlace del compromiso finiquitó igualado a un tanto, dándole la clasificación de los morados a la etapa eliminatoria de la competencia. En el vigésimo segundo partido de la primera fase de la liga nacional, su conjunto enfrentó a Liberia en el Estadio Ricardo Saprissa. El marcador de 3-1 aseguró el liderato para su grupo con 49 puntos, y además un cupo para la cuadrangular final. El 15 de diciembre su equipo venció 2-0 al Herediano, para obtener el primer lugar de la última etapa del certamen y así proclamarse campeón automáticamente. Con esto, los morados alcanzaron la estrella número «33» en su historia y Martínez logró el primer título de liga en su carrera. Estadísticamente, contabilizó 15 apariciones para un total de 678 minutos disputados.
Para el inicio del Campeonato de Verano 2017 que se llevó a cabo el 8 de enero, el equipo saprissista tuvo la visita al Estadio Carlos Ugalde, donde enfrentó a San Carlos. Por su parte, Christian Martínez apareció en el once inicial de este juego, mientras que el marcador fue con derrota de 1-0. La reanudación de la Liga de Campeones de la Concacaf, en la etapa de ida de los cuartos de final, tuvo lugar el 21 de febrero, fecha en la que su club recibió al Pachuca de México en el Estadio Ricardo Saprissa. El mediocentro fungió como titular, fue amonestado al minuto 91' y el trámite del encuentro se consumió en empate sin anotaciones. El 28 de febrero fue el partido de vuelta del torneo continental, en el Estadio Hidalgo. Las cifras finales fueron de 4-0 a favor de los Tuzos. El 12 de abril, en el áspero partido contra Pérez Zeledón en el Estadio Ricardo Saprissa, su club estuvo por debajo en el marcador por el gol del adversario en tan solo cuatro minutos después de haber iniciado el segundo tiempo. El bloque defensivo de los generaleños le cerró los espacios a los morados para desplegar el sistema ofensivo del entrenador Carlos Watson, pero al minuto 85', su compañero Daniel Colindres brindó un pase filtrado al uruguayo Fabrizio Ronchetti para que este definiera con un remate de pierna izquierda. Poco antes de finalizada la etapa complementaria, el defensor Dave Myrie hizo el gol de la victoria 2-1. Con este resultado, los saprissistas aseguraron el liderato del torneo a falta de un compromiso de la fase de clasificación. A causa de la derrota 1-2 de local ante el Santos de Guápiles, su equipo alcanzó el tercer puesto de la cuadrangular y por lo tanto quedó instaurado en la última instancia al no haber obtenido nuevamente el primer sitio. El 17 de mayo se desarrolló el juego de ida de la final contra el Herediano, en el Estadio Rosabal Cordero. El volante completó la totalidad de los minutos en la pérdida de 3-0. En el partido de vuelta del 21 de mayo en el Estadio Ricardo Saprissa, los acontecimientos que liquidaron el torneo fueron de fracaso con números de 0-2 a favor de los oponentes, y un agregado de 0-5 en la serie global.

#### Temporada 2017-2018
Su debut en el Torneo de Apertura 2017 se produjo el 30 de julio en el Estadio "Fello" Meza de Cartago, escenario en el que su conjunto fungió como local contra Carmelita. Christian ingresó de relevo al minuto 60' por Juan Bustos Golobio y recibió tarjeta amarilla en la victoria con cifras de 4-2. Los saprissistas avanzaron a la cuadrangular en el segundo sitio con 43 puntos, y al cierre de la misma, el conjunto tibaseño quedó sin posibilidades de optar por el título. Martínez terminó el certamen con trece apariciones y acumuló 485 minutos de acción.
Con miras al Torneo de Clausura 2018, su equipo cambió de entrenador debido al retiro de Carlos Watson, siendo Vladimir Quesada —quien fuera el asistente la campaña anterior— el nuevo estratega. Martínez debutó como sustitución por Michael Barrantes, al minuto 78', en la primera fecha del 7 de enero ante Liberia en el Estadio Edgardo Baltodano, donde los morados triunfarían por 0-3. El 20 de mayo se proclama campeón del torneo con su club tras vencer al Herediano en la tanda de penales. El volante sumó un total de seis apariciones en este periodo.

#### Temporada 2018-2019
Debuta en el Torneo de Apertura 2018 el 22 de julio con victoria de su equipo por 2-1 sobre el Santos de Guápiles. El 18 de octubre marca su primer gol de la campaña con la camiseta saprissista ante Guadalupe, donde remató desde fuera del área al minuto 27' de forma colocada para poner el 0-1 transitorio. El resultado terminó en triunfo con cifras de 0-2. Concluyó el certamen con diez apariciones.
En el Torneo de Clausura 2019, es cedido a préstamo a la A.D. San Carlos debido a que el técnico Vladimir Quesada indicó que no contaría con él para ese torneo, en el conjunto de los "Toros del Norte" comenzó a tener regularidad bajo el mando del técnico Luis Marín Murillo. 
El mediocampista logró el cetro de campeón con los sancarleños tras ganar ambas fases la Fase de Clasificación y la Segunda Fase del certamen.

## Selección nacional

### Selección de Costa Rica

#### Categorías inferiores
En mayo de 2015, Martínez fue convocado por Luis Fernando Fallas para disputar el Torneo Esperanzas de Toulon que se realiza en Francia. El primer encuentro fue ante Países Bajos el 27 de mayo en el Estadio Léo Lagrange. El centrocampista se le asignó la dorsal «20», entró de cambio por Randy Chirino al minuto 41' y su compañero David Ramírez hizo un doblete; sin embargo, su selección perdió 3-2. Su siguiente partido se desarrolló cuatro días después contra Estados Unidos; el resultado fue de 2-1 con victoria y Christian fue titular. Posteriormente, este marcador se repetiría frente a Francia, siendo esta vez con una nueva pérdida. El 4 de junio fue el último juego, y la Sele empató a un gol ante Catar. El mediocentro defensivo quedó en la suplencia.
Christian fue tomado en consideración por Fallas de cara al torneo final del Preolímpico de Concacaf de 2015, en el cual el equipo Tricolor quedó ubicado en el grupo B con México, Honduras y Haití. El primer juego se llevó a cabo en el StubHub Center de Estados Unidos el 2 de octubre ante los mexicanos; el futbolista quedó en la lista de suplentes y su país perdió con cifras de goleada 4-0. Dos días después, los costarricenses tuvieron la responsabilidad de lograr la clasificación frente a los hondureños, sin embargo, Costa Rica fue derrotado nuevamente, con marcador de 0-2. Este encuentro se realizó en el mismo escenario deportivo, Martínez fue titular pero salió de cambio por Ulises Segura al minuto 68'. Finalmente, los Ticos empataron a un gol el último cotejo contra la escuadra haitiana. En esta ocasión, el juego se efectuó en el Dick's Sporting Goods Park y el volante participó los 90 minutos. Con estos resultados, los costarricenses perdieron la oportunidad de ir a Río 2016 y quedaron eliminados en el cuarto lugar de la fase de grupos, con únicamente un punto.

#### Selección absoluta
El entrenador de la selección costarricense Óscar Ramírez, dio la nómina de convocados para el partido amistoso frente a Nicaragua, la cual se destacó por ser un equipo alternativo y Martínez fue incluido. El 15 de diciembre de 2015, se llevó a cabo el encuentro en el Estadio Edgardo Baltodano. Christian, con 21 años quedó en la suplencia y tuvo la dorsal «12». El marcador definitivo fue 1-0, con anotación de su compañero Kendall Waston.
El 27 de marzo de 2021, Martínez debuta con la selección mayor de Costa Rica en partido amistoso contra la selección de Bosnia y Herzegovina entrando de cambio al minuto 73 por Yeltsin Tejeda. Martínez jugaría su último encuentro con esta el 30 de marzo de 2021 ante la selección de México.

### Selección de El Salvador
Tras su salida de la selección costarricense, en el verano de 2021, Martínez realiza el cambio de selección ante la FIFA ya que con su selección anterior tan sólo llegó a disputar dos encuentros amistosos (no-oficiales). Debuta con la selección de El Salvador el 24 de septiembre de 2021 en un partido amistoso ante la selección de Guatemala y desde entonces ha sido convocado de manera regular.

#### Participaciones internacionales
| Evento                                  | Sede                    | Resultado      | Partidos | Goles |
| --------------------------------------- | ----------------------- | -------------- | -------- | ----- |
| Liga de Naciones de la Concacaf 2022-23 | Concacaf                | Fase de grupos | 2        | 0     |
| Copa de Oro de la Concacaf 2023         | Estados Unidos · Canadá | Fase de grupos | 3        | 0     |
| Liga de Naciones de la Concacaf 2023-24 | Concacaf                | Fase de grupos | 2        | 1     |

#### Participaciones en eliminatorias
| Eliminatoria               | Sede  | Resultado | Partidos | Goles |
| -------------------------- | ----- | --------- | -------- | ----- |
| Clasificación Mundial 2022 | Catar | Eliminado | 6        | 0     |

## Clubes
Actualizado al último partido jugado el 27 de marzo de 2025.
| Municipal Liberia · Costa Rica               | 1.ª                 | 2015                | 18  | 1 | - | - | -  | - | 18  | 1 |
| Municipal Liberia · Costa Rica               | Total               | Total               | 18  | 1 | 0 | 0 | 0  | 0 | 18  | 1 |
| Deportivo Saprissa · Costa Rica              | 1.ª                 | 2016                | 18  | 0 | - | - | -  | - | 18  | 0 |
| Deportivo Saprissa · Costa Rica              | 1.ª                 | 2016-17             | 41  | 0 | - | - | 3  | 0 | 44  | 0 |
| Deportivo Saprissa · Costa Rica              | 1.ª                 | 2017-18             | 19  | 0 | - | - | 1  | 0 | 20  | 0 |
| Deportivo Saprissa · Costa Rica              | 1.ª                 | 2018                | 10  | 1 | - | - | -  | - | 10  | 1 |
| Deportivo Saprissa · Costa Rica              | Total               | Total               | 88  | 1 | 0 | 0 | 4  | 0 | 92  | 1 |
| Asociación Deportiva San Carlos · Costa Rica | 1.ª                 | 2019                | 16  | 0 | - | - | -  | - | 16  | 0 |
| Asociación Deportiva San Carlos · Costa Rica | 1.ª                 | 2019-20             | 36  | 2 | - | - | 3  | 0 | 39  | 2 |
| Asociación Deportiva San Carlos · Costa Rica | 1.ª                 | 2020-21             | 34  | 0 | - | - | -  | - | 34  | 0 |
| Asociación Deportiva San Carlos · Costa Rica | 1.ª                 | 2021-22             | 38  | 1 | - | - | -  | - | 38  | 1 |
| Asociación Deportiva San Carlos · Costa Rica | 1.ª                 | 2022-23             | 34  | 0 | - | - | -  | - | 34  | 0 |
| Asociación Deportiva San Carlos · Costa Rica | Total               | Total               | 158 | 3 | 0 | 0 | 3  | 0 | 161 | 3 |
| Club Sport Cartaginés · Costa Rica           | 1.ª                 | 2023-24             | 38  | 0 | 1 | 0 | 7  | 0 | 46  | 0 |
| Club Sport Cartaginés · Costa Rica           | 1.ª                 | 2024-25             | 25  | 0 | - | - | -  | - | 25  | 0 |
| Club Sport Cartaginés · Costa Rica           | Total               | Total               | 63  | 0 | 1 | 0 | 7  | 0 | 71  | 0 |
| Asociación Deportiva San Carlos · Costa Rica | 1.ª                 | 2025-26             |     |   |   |   |    |   |     |   |
| Asociación Deportiva San Carlos · Costa Rica | Total               | Total               | 0   | 0 | 0 | 0 | 0  | 0 | 0   | 0 |
| Total en su carrera                          | Total en su carrera | Total en su carrera | 327 | 5 | 1 | 0 | 14 | 0 | 342 | 5 |
| (2) No incluye goles en partidos amistosos.  |                     |                     |     |   |   |   |    |   |     |   |

Segunda División de Costa Rica
| Club              | País       | Año         |
| ----------------- | ---------- | ----------- |
| Municipal Liberia | Costa Rica | 2012 - 2015 |

### Selección nacional
| Selección                                      | Año                 | Partidos | Goles |
| ---------------------------------------------- | ------------------- | -------- | ----- |
| Costa Rica Sub-22                              |                     |          |       |
| 2015                                           | 3                   | 0        |       |
| Costa Rica Sub-23                              |                     |          |       |
| 2015                                           | 3                   | 0        |       |
| Total en su carrera                            | Total en su carrera | 6        | 0     |
| Costa Rica                                     |                     |          |       |
| 2021                                           | 2                   | 0        |       |
| Total en su carrera                            | Total en su carrera | 2        | 0     |
| El Salvador                                    |                     |          |       |
| 2021                                           | 7                   | 0        |       |
| 2022                                           | 5                   | 0        |       |
| 2023                                           | 13                  | 0        |       |
| 2024                                           | 13                  | 0        |       |
| Total en su carrera                            | Total en su carrera | 38       | 0     |
| Estadísticas hasta el 18 de noviembre de 2024. |                     |          |       |

## Palmarés

### Títulos nacionales
| Título                         | Club               | País       | Año  |
| ------------------------------ | ------------------ | ---------- | ---- |
| Segunda División de Costa Rica | Municipal Liberia  | Costa Rica | 2015 |
| Primera División de Costa Rica | Deportivo Saprissa | Costa Rica | 2016 |
| Primera División de Costa Rica | Deportivo Saprissa | Costa Rica | 2018 |
| Primera División de Costa Rica | A. D. San Carlos   | Costa Rica | 2019 |